# Peñalba
Peñalba – gmina w Hiszpanii, w prowincji Huesca, w Aragonii, o powierzchni 156,7 km². W 2011 roku gmina liczyła 759 mieszkańców.